# Forum mondial pour la recherche en santé
 (août 2016).
Le Forum mondial pour la recherche en santé  est une fondation internationale indépendante, basée à Genève, en Suisse, créée en 1998.

## Présentation
Le forum ambitionne de développer des solutions qui permettent d'améliorer la santé des populations pauvres et démunies.
Sa création a résulté de l’identification de trois faits essentiels:
- L’amélioration de la santé n’est pas une simple retombée du développement, mais une de ses conditions préalables. L’investissement dans la santé est donc l’un des plus bénéfiques qu’un pays puisse envisager.
- L’amélioration de la santé demande la mise en œuvre effective des résultats de la recherche. Elle dépend aussi de manière cruciale de l'établissement de nouvelles connaissances dans toute une série de domaines.
- Une très faible part des ressources consacrées à la recherche dans le domaine de la santé cible les besoins sanitaires des pays en développement.

Le forum mondial sur la recherche en santé s’attache à créer un cadre de concertation et d’échanges entre les communautés scientifiques. Il organise des rencontres scientifiques internationales, destinées à débattre des préoccupations mondiales sur la recherche dans le domaine de la santé. Les pays du Sud, notamment ceux du continent africain, ne participent pas dans la même catégorie que leurs homologues du Nord. Les sessions s’emploient donc à encourager la recherche de façon globale et, en particulier, dans les différentes contrées en développement et de la lier au processus de développement. 

## Partenariats
Le Forum mondial pour la recherche en santé collabore étroitement avec de nombreuses organisations, notamment :
- L'Organisation mondiale de la santé (OMS).
- L'UNESCO.
- Le Council on Health Research for Development (COHRED).
- L'European Foundation Centre (EFC).
- L'Ifakara Health Research and Development Centre.
- L'Institut tropical et de santé publique suisse.
- L'Indian Council of Medical Research.
- L'Université Johns-Hopkins.

## Domaine de recherches
Le Forum mondial pour la recherche en santé promeut la recherche dans les domaines suivants :
- Les sciences biomédicales.
- La recherche sur les politiques de santé.
- Les sciences sociales.
- Les sciences politiques.
- L’économie de la santé.
- Les sciences du comportement.
- Les relations entre santé et environnement.